# Pentaster
Pentaster is een geslacht van zeesterren uit de familie Oreasteridae.

## Soorten
- Pentaster hybridus Döderlein, 1936
- Pentaster obtusatus (Bory de St. Vincent, 1827)